# Kasimir I. Karl
Kasimir I. Karl (genannt „der Erneuerer“, polnisch Kazimierz I Odnowiciel, lateinisch Casimirus Carolus Restaurator; * 26. Juli 1016; † 28. November 1058 in Posen) war der Sohn des polnischen Königs Mieszko II. Lambert aus seiner Verbindung mit der Nichte Kaisers Otto III., der deutschen Prinzessin Richeza. Kasimir war somit Urenkel des Kaisers Otto II. und Kognat des deutschen Hochadels. Er entstammte im Mannesstamm der polnischen Dynastie der Piasten und war von 1034 bis 1058 Herzog von Polen.

## Leben
Über Kasimirs Leben ist wenig bekannt und es gibt viele Widersprüche in den Quellen. Sein Vater starb 1034, zu dieser Zeit hielt sich Kasimir in Deutschland am Hofe seines Onkels Hermann II. auf, des späteren Erzbischofs von Köln. Kasimir kam wahrscheinlich schon nach dem Tod des Vaters mit seiner Mutter Richeza nach Polen zurück, um sein Erbe anzutreten, musste das Land jedoch 1037 auf Druck der Opposition Richtung Ungarn verlassen, von wo er sich direkt ins Reich begab.
Gesichert ist nur, dass ab 1034 durch die Entladung sozialer Spannungen, durch heidnische Reaktion und durch einen elitären Widerstand gegen die zentralisierende Politik der Monarchen eine rapide Auflösung des polnischen Staates stattfand. Durch die auf Raub und Expansion gestützte Herrschaft der vorherigen Herrscher waren die materiellen Ressourcen Polens erschöpft und immer höhere Abgaben und Leistungen zum Unterhalt der königlichen bzw. herzöglichen Gefolgsleute sowie des Stehenden Heeres setzten der Bevölkerung stark zu. Der unnachgiebige Missionseifer der Herrschenden stieß auch sieben Jahrzehnte nach der Taufe Polens immer noch auf tiefverwurzelte heidnische Riten und Kulte. So kam es 1037/38 zu einem reaktionären, heidnisch geprägten Aufstand, der die junge christliche Kirche Polens in Gefahr brachte und in dessen Verlauf der Breslauer Bischof fliehen musste; auf einem zerstörten Wallabschnitt der Breslauer Burg wurde ein heidnischer Tempel errichtet.
Die verworrene Lage Polens ausnutzend marschierte 1038 der böhmische Herzog Břetislav I. in das Land ein und verwüstete im Verbund mit heidnischen Pomoranen und Pruzzen weite Gebiete Großpolens. Er erbeutete die Gebeine des Heiligen Adalbert und anderer Heiliger aus polnischen Kathedralen, die nach Prag mitgenommen wurden und so einen dauerhaften Disput zwischen Böhmen und Polen heraufbeschworen; zusätzlich wurden Schlesien und Kleinpolen von Böhmen annektiert. Die Provinzen Pommern und Masowien verselbständigten sich unter ihren regionalen Fürsten.
Kasimir hatte inzwischen im Reich dank der deutschen Familie seiner Mutter hohe Anerkennung und die Unterstützung des römisch-deutschen Königs Heinrich III. gewonnen und beschloss nach Polen zurückzukehren, um das Land zu befreien. Der Chronist Gallus Anonymus beschrieb dies wie folgt: "Und als seine Mutter ihn überredete, nicht zu einem Volk zurückzukehren, das ungläubig war und noch nicht vollständig im Christentum gefestigt, sondern sich ruhig mit dem Besitz des Erbes seiner Mutter zu begnügen – und der Kaiser selbst ihn bat, bei ihm zu bleiben, weil er ihm ein nicht geringes Herzogtum gewähren wollte, antwortete Kasimir wortgewaltig als gebildeter Mann: Kein Erbe, das man von seinen Onkeln oder seiner Mutter erhält, ist so rechtens und ehrenvoll wie das Erbe des eigenen Vaters."
Der Zeitpunkt der Rückkehr Kasimirs nach Polen ist nicht restlos geklärt. Der bedeutendste polnische Mediävist Gerard Labuda geht davon aus, dass dies bereits im Frühjahr 1039 geschah, der Historiker Janusz Bieniak gibt hingegen das Jahr 1041 an. Unabhängig davon zog Kasimir mit 500 kaiserlichen Panzerreitern in das Grenzgebiet der Oder, wo ihm die Einnahme einer Burg gelang und von der aus er Zug um Zug in den polnischen Kernprovinzen Klein- und Großpolen sowie Kujawien Fuß fassen konnte. Um sein Vorgehen abzusichern, ging er ein Bündnis und eine enge verwandtschaftliche Bindung mit dem Großfürsten von Kiew, Jaroslaw „dem Weisen“, ein, indem er dessen Schwester Maria Dobroniega heiratete und seine eigene, jüngste Schwester Gertrud mit Jaroslaws Sohn Isjaslaw I. vermählte. Seine andere Schwester Richeza heiratete aus gleichem Grunde den ungarischen Thronfolger Béla I.
1046 lud Kaiser Heinrich III. die Herzöge Kasimir I. von Polen, Bretislav I. von Böhmen und Zemuzil von Pommern nach Merseburg zu einer Unterredung ein, um die politischen Verhältnisse im Osten zu regeln. Dabei wurde die Tributpflicht Pommerns an Polen erneut festgesetzt.
Mit Hilfe des Kiewer Großfürsten gelang es Kasimir 1047, den masowischen Fürsten Miecław (auch Maso, Maslao) abzusetzen, der zuvor versucht hatte, seine Herrschaft auf ganz Polen auszuweiten. Schwieriger gestaltete sich die Wiedergewinnung Schlesiens von den Böhmen. Da diplomatische Versuche beim mittlerweile zum Kaiser gekrönten Heinrich III. und bei Papst Leo IX. keinen Erfolg brachten, eroberte Kasimir 1050 schließlich das Gebiet mit Waffengewalt zurück. 1054 erreichte er auf dem Hoftag zu Quedlinburg die offizielle Anerkennung dieses Zustandes durch den Kaiser und den böhmischen Herzog. Bedingung war allerdings eine jährliche Tributleistung Polens an Böhmen für den Besitz von Schlesien.
Nach diesen Kriegen widmete sich Kasimir dem Aufbau des Staates, dessen Hauptstadt nun Krakau wurde, da es im Gegensatz zu Gnesen wenig zerstört war und auch im Hinblick auf die Bündnisse mit Kiew und Ungarn strategisch günstiger lag. Kasimir stellte innerhalb Polens die staatlichen und kirchlichen Institutionen wieder her. Diese Leistungen haben ihm den Beinamen „Erneuerer“ eingetragen.
Kasimir I. starb am 28. November 1058.

## Ehe und Nachkommen
Kasimir heiratete um 1041/42 Maria Dobronega Wladimirowna Prinzessin von Kiew (* vor 1012, † 1087), eine außereheliche Tochter von Wladimir I. Swjatoslawitsch, genannt Wladimir der Große, Großfürst von Kiew (978/80 – 1015), der in der Ukrainisch-Orthodoxen Kirche als Heiliger verehrt wird.
Erwachsene Kinder
1. Bolesław II., genannt „Szczodry“ (der Freigiebige) oder „Śmiały“ (der Kühne) ab 1058 Herzog von Polen, dann König von Polen (1076–1079), (* 1042, † 1081)  ⚭ v. 1069 Wyscheslawa Swjatoslawna eine Tochter von  Swjatoslaw II. Jaroslawitsch,  Fürst von Tschernigow und Großfürst von Kiew[10]
  1. Mieszko Prinz von Polen (* 1069, † 1088), ⚭ Eudoxia Isjaslawna, eine Tochter von  Isjaslaw I. Jaroslawitsch,  Großfürst von Kiew  (keine Kinder)
2. Władysław I. Herman, Herzog von Polen (1080–1102), Stammvater der späteren Piasten
3. Mieszko  (* 16. April 1045, † 28. Januar 1065).
4. Swatawa von Polen (* um 1048, † 1. September 1126), ⚭ 1062/62 Vratislav II. Herzog von Böhmen (1061–1085) König von Böhmen (1086–1092), († 14. Januar 1092)